# 中国分割

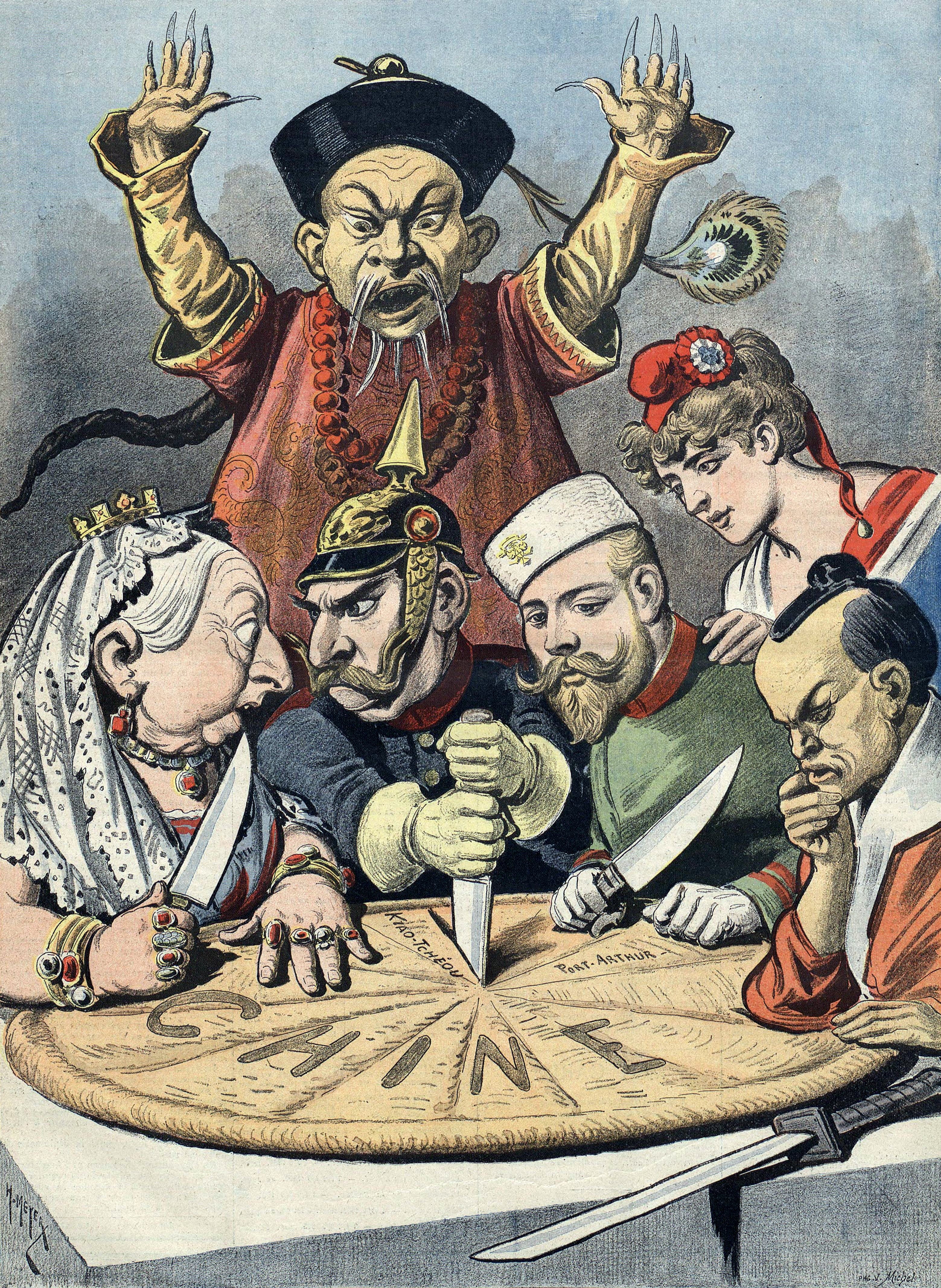
1898 年のフランスの風刺画　中国を切り裂く外国勢力

中国分割（ちゅうごくぶんかつ、繁体字: 瓜分中國, 瓜分清朝, 瓜分風潮、英語: Scramble for China）または利権争奪（りけんそうだつ、英語: Scramble for Concessions）は、1890年代後半に欧米が清朝を分割した出来事、また積極的に漢土を勢力圏としようとする新帝国主義的な思想を指す。
ただし、アメリカの国務長官は1899年に「門戸開放政策」を打ち出し、ヨーロッパ列強が中国を植民地として切り分けようとするのを阻止し、関心を持つすべての列強が中国に平等にアクセスできるようにすることを提案した。

## 解説

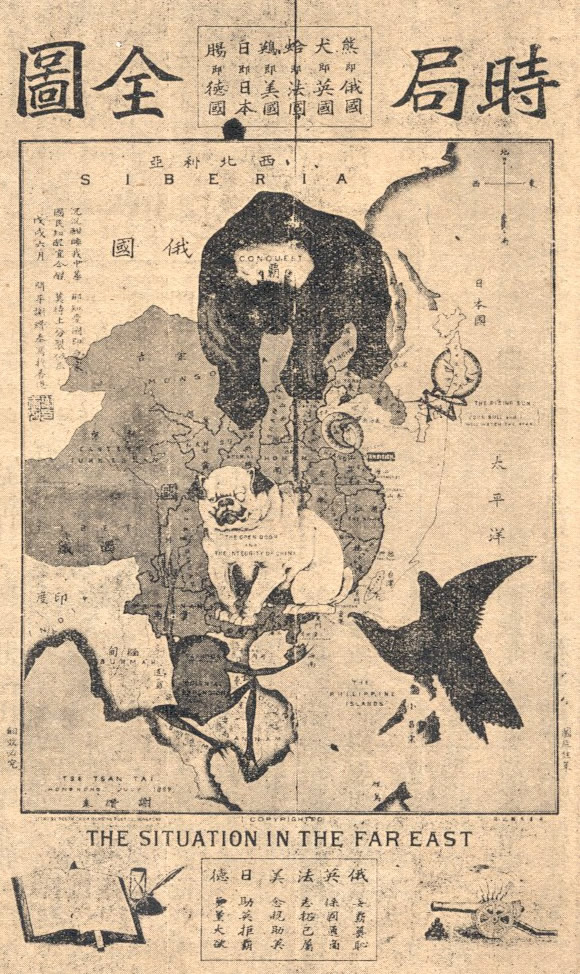
謝纘泰の風刺漫画、『時局図』（1899年）。

この政策は徐々に大国に受け入れられ、20世紀初頭には中国分割の概念は一般的に支持されなくなった。
中国のマスコミはこの出来事を「瓜分の切りわけ」と表現し、現代中国の作家は百年国恥の一部とみなしている。同国のマルクス主義史家は、この時期の中国を西洋諸国による支配のために半植民地とみなした。一方、西ヨーロッパ列強によるアフリカ分割も同時期に出現し、1914年までにアフリカ大陸のほぼ全域が直接植民地化された。

## 註釈
1. ↑  第一次アヘン戦争（1839-1842年）に始まり、1949年に中華人民共和国が建国されて終わった